# 2090 Mizuho
Mizuho (asteróide 2090) é um asteróide da cintura principal, a 2,6562897 UA. Possui uma excentricidade de 0,1351973 e um período orbital de 1 966,21 dias (5,39 anos).
Mizuho tem uma velocidade orbital média de 16,99470152 km/s e uma inclinação de 11,79893º.
Esse asteróide foi descoberto em 12 de Março de 1978 por Takeshi Urata.